# 设计哲学
设计哲学是21世纪新兴的学科。设计的历史可以追溯到石器时代，哲学总是与知识、智慧、思考、逻辑、分析关联，思考人生、世界、时空和宇宙等终极目标。
如果我们将造物活动、产品软件看作一个独立世界，设计师为其分析需求、建立模型、捕捉内在运转的规律、设计合理的架构，不就是在做哲学家每天在做的事情吗？规律和本质，在软件世界中被我们创造，反过来又掌控者我们，规定着设计的方向。
美国卡耐基梅隆大学人机交互学院设有设计哲学博士学位。